# Marc Brustenga
Marc Brustenga Massague (født 4. september 1999 i Santa Eulàlia de Ronçana) er en cykelrytter fra Spanien, der kører for Equipo Kern Pharma.